# Ouderkerk aan den IJssel
Ouderkerk aan den IJssel (pronunciación en neerlandés: /ˌʌudərkɛr(ə)k aːn dən ˈɛisəl/) es un pueblo del municipio de Krimpenerwaard, en la provincia de Holanda Meridional, Países Bajos. Está situada a lo largo del río Isala de Holanda (Hollandse IJssel) y tiene más de 4.000 habitantes.
Ouderkerk aan den IJssel, junto con Lageweg e IJssellaan, era un municipio independiente hasta el 1 de enero de 1985, cuando los municipios de Krimpenerwaard se reorganizaron y se fusionaron con Gouderak para formar el municipio Ouderkerk  De ellos, Ouderkerk aan den IJssel es el centro de mayor población y donde se encuentra el ayuntamiento.

## Historia
La ciudad debe su nombre a su "antigua iglesia", que durante siglos fue un punto de referencia destacado en el horizonte para los barcos que navegaban por el río Isala. Hay indicios de que aquí pudo haber una pequeña iglesia en el siglo X. Krimpenerwaard habría sido un pantano en ese momento, excepto por algunas colinas menores. A medida que el río Krimpenerwaard se secó y se levantaron los diques a lo largo del río, la iglesia actualmente se ha "hundido" mucho más en el paisaje que en siglos anteriores, lo que motivó la construcción de la torre en el siglo XIX.
La referencia oficial más antigua al pueblo data del año 1263, cuando se llamaba Oudekerke. Aunque se han encontrado varias monedas romanas del siglo IV, no se ha confirmado la presencia de ningún asentamiento romano. No obstante, es probable que hasta el siglo XII existiera aquí un pueblo más antiguo llamado IJsele. Se han hallado restos de los cimientos de una iglesia de piedra de toba del mismo siglo.
Enrique de Nassau, señor de Overkirk, líder del ejército durante la guerra de sucesión española, está enterrado en la iglesia principal.

## Galería

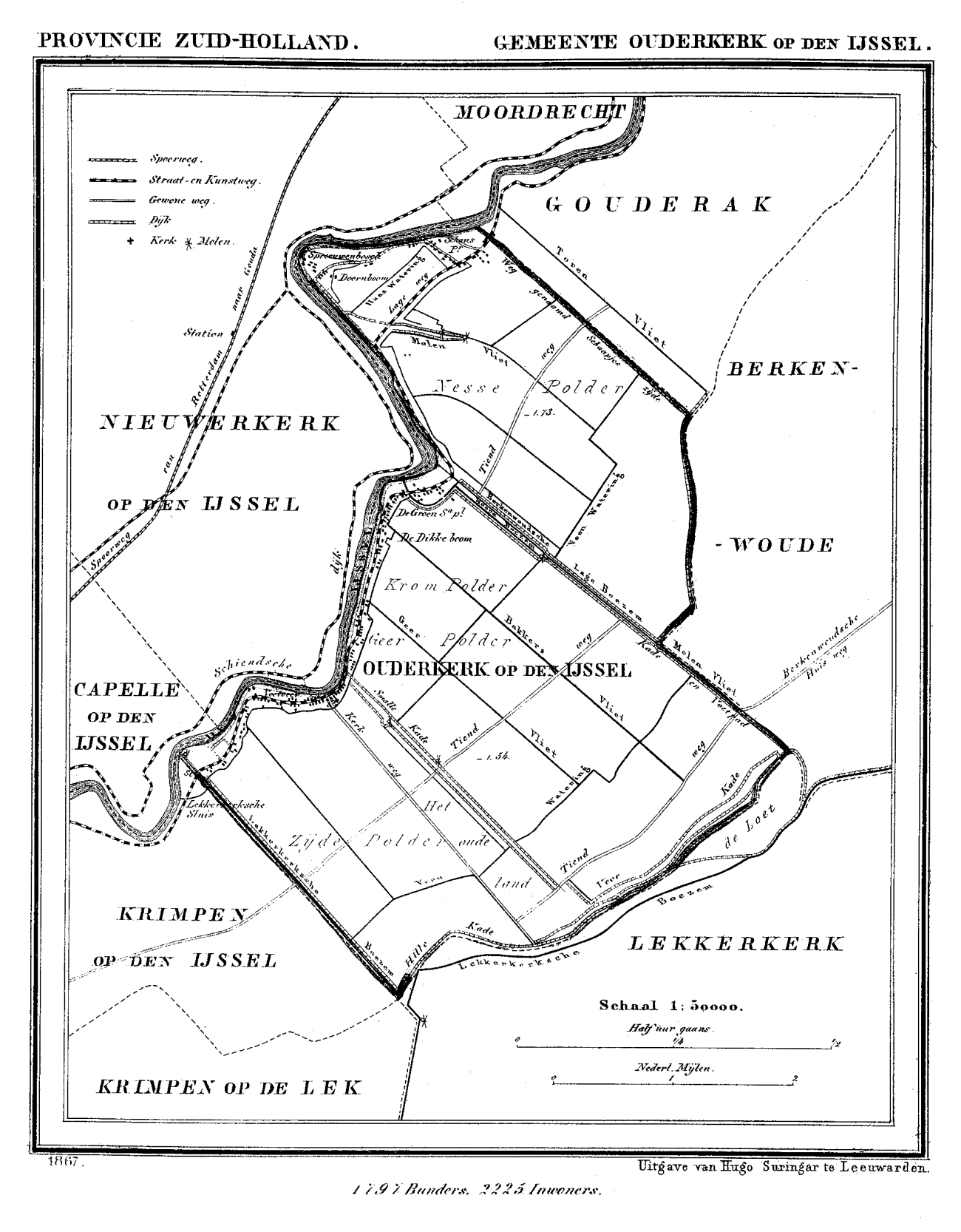
Ouderkerk aan den IJssel en 1867.
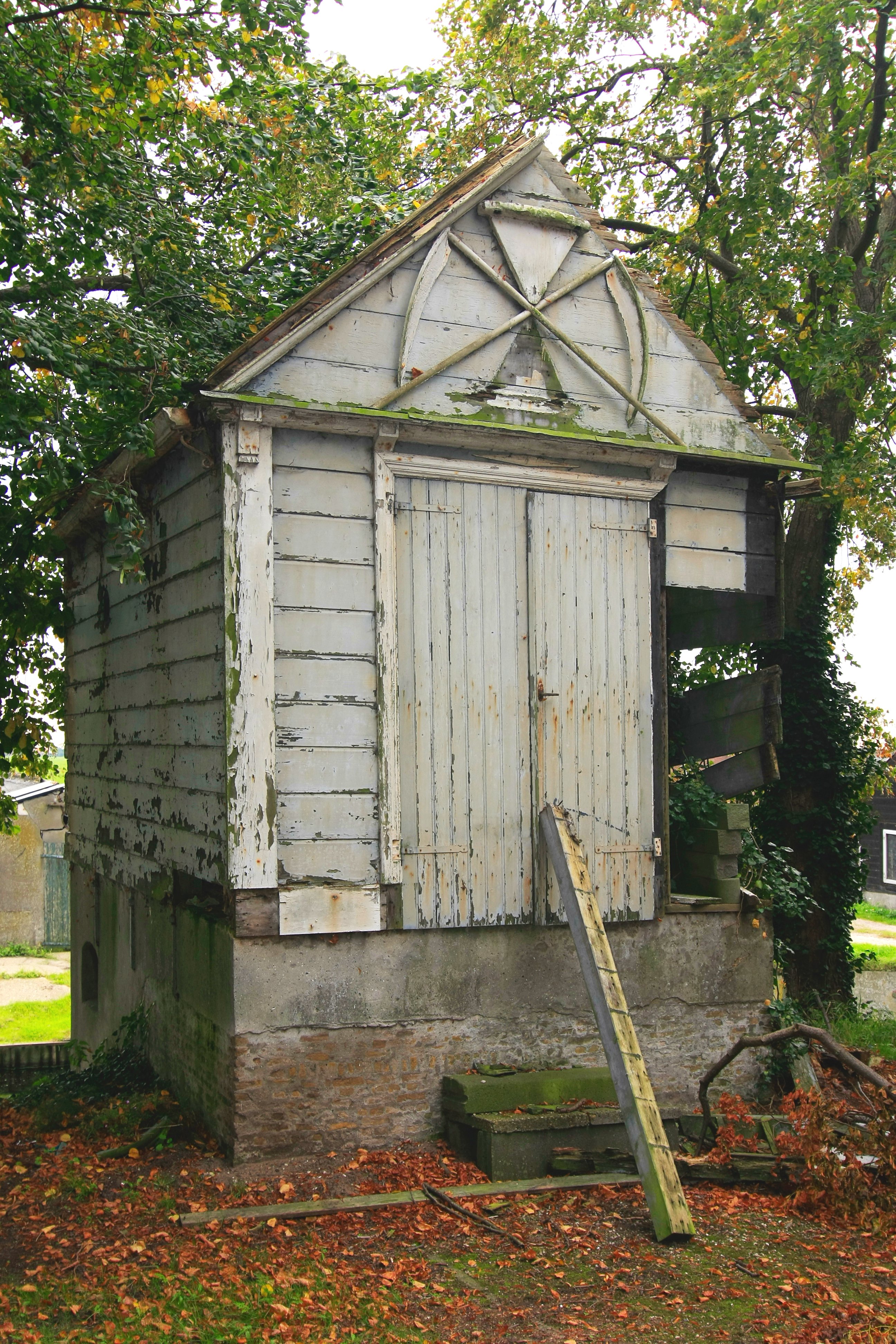
Antigua mortuaria de madera construida a principios del siglo XIX en estilo neoclásico para el cementerio situado frente al dique.
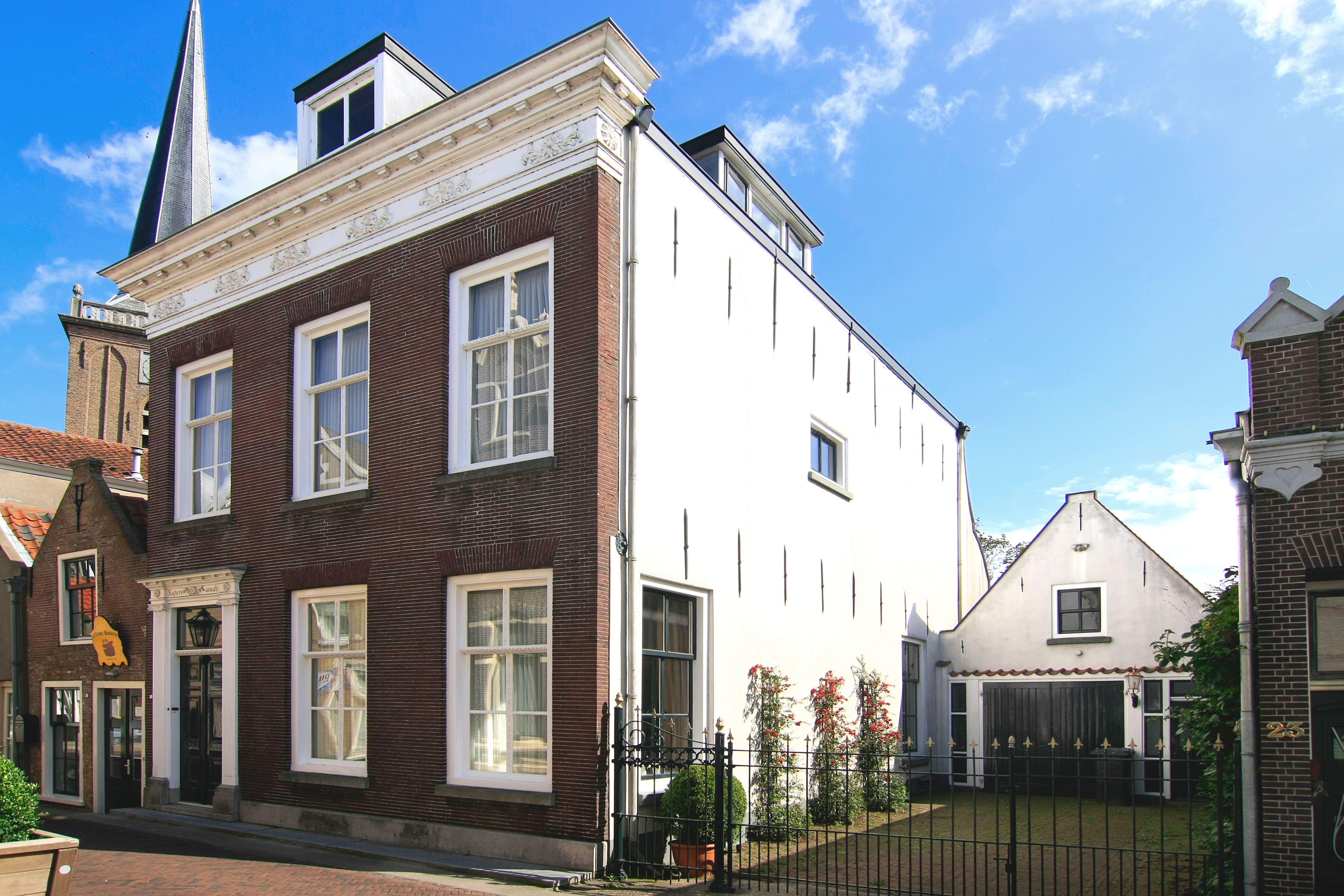
Dorpstraat, detrás de la iglesia.